# Глибочок (притока Черемошу)
Глибочо́к — річка в Україні, у межах Вижницького району Чернівецької області. Права притока Черемошу (басейн Дунаю). 

## Опис
Довжина бл. 16 км, площа водозбірного басейну 81,2 км². Похил річки 5,8 м/км. Долина здебільшого вузька і глибока (за винятком пригирлової частини). Річище слабозвивисте (у пониззі більш звивисте). 

## Розташування
Глибочок бере початок у лісі, на південний захід від села Вали. Тече в межах Чернівецької височини переважно на північний схід (в декількох місцях — на північ), у пригирловій частині — на схід. Впадає до Черемошу при східній частині міста Вашківці. 
Над річкою розташовані: села Вали, Карапчів, Бабине (частково) та місто Вашківці. 